# Evaristo Cárdenas
Evaristo Cárdenas Martínez (* 1911 in Guadalajara, Jalisco; † 28. Mai 1996 ebenda) war ein mexikanischer Fußballspieler und späterer Fußballfunktionär.

## Laufbahn
Während seiner aktiven Laufbahn spielte Cárdenas für seinen Heimatverein Club Deportivo Guadalajara, mit dem er 1928, 1929 und 1930 dreimal in Folge die Liga de Occidente gewann.
1956 wurde Cárdenas zum ersten Mal Präsident des CD Guadalajara und setzte sich insofern ein unsterbliches Denkmal, als er schon bald nach seinem Amtsantritt den uruguayischen Trainer Donaldo Ross verpflichtete, der die Mannschaft in der Saison 1956/57 zu ihrem ersten Meistertitel in der mexikanischen Profiliga führte. Trotz dieses Erfolges ersetzte Cárdenas den Meistertrainer am Saisonende durch den Ungarn Árpád Fekete, der Chivas zwei Jahre später zum erneuten Titelgewinn führte und somit die Siegesserie des damaligen Serienmeisters einleitete. Durch dieses glückliche Händchen bei der jeweiligen Trainerwahl und den damit verbundenen Erfolgen des Vereins erwarb Cárdenas sich den Spitznamen Chivaristo.
Nach seiner knapp dreijährigen Amtszeit von 1956 bis 1958 übte er das Präsidentenamt noch einmal zwischen 1975 und 1977 aus. Seine zweite Amtszeit verlief weit weniger erfolgreich und er musste sich später sogar vorwerfen lassen, unnötig Teile des Vereinsvermögens veräußert zu haben.